# Ime Oduok
Ime Inyang Oduok (Eket, 6 dicembre 1971) è un ex cestista nigeriano.